# Brasílio Ferreira da Luz
Brasílio Ferreira da Luz (Curitiba, 29 de setembro de 1857 — Curitiba, 1940) foi um político brasileiro.

## Formação acadêmica
Em 1876 mudou-se para o Rio de Janeiro, então capital do Império, onde matriculou-se na Faculdade de Farmácia e, posteriormente, na Faculdade de Medicina, onde se formou em fins de 1885. Em 1886 deu início à trajetória profissional, atuando na área de clínica médica.

## Carreira política
De volta ao Paraná, iniciou a carreira política ao se eleger deputado provincial, com mandato de 1888 a 1889. Em decorrência da proclamação da República (Brasil), optou por retomar o exercício da medicina. Tornou-se, então, médico do Exército brasileiro com a com a patente de capitão, e serviu no Rio Grande do Sul, no Paraná e no Rio de Janeiro.
Durante a Revolução Federalista (1893-1895), combateu ao lado das forças legalistas. Entre 1893 e 1897 foi deputado estadual no Paraná. Em 1894 foi eleito deputado federal, com mandato até 1896. Reeleito em 1897, permaneceu na Câmara dos Deputados até 1899, quando assumiu mais uma vez o mandato de deputado estadual por um biênio.
Em 1900 foi eleito senador pelo Paraná, com mandato de nove anos, e permaneceu no Senado até dezembro de 1909. Em 1914 foi promovido a coronel.

## Outras atividades
Desenvolveu também atividades literárias e jornalísticas, como redator e diretor do periódico A República. É autor do livro No sulco do arado - cousas da roça (1959), publicado após sua morte.